# HMS Prince of Wales (1902)
O HMS Prince of Wales foi um couraçado pré-dreadnought operado pela Marinha Real Britânica e a quinta e última embarcação da Classe London, depois do HMS London, HMS Bulwark e HMS Venerable e HMS Queen. Sua construção começou em meados de março de 1901 no Estaleiro Real de Chatham e foi lançado ao mar março do ano seguinte, sendo comissionado na frota britânica em maio de 1904. Era armado com uma bateria principal composta por quatro canhões de 305 milímetros montados duas torres de artilharia duplas, tinha um deslocamento carregado de mais de quinze mil toneladas e alcançava uma velocidade máxima de dezoito nós (33 quilômetros por hora).
O Prince of Wales teve um início de carreira tranquilo e sem grandes incidentes. Começou atuando na Frota do Mediterrâneo, onde permaneceu até retornar para casa em 1909. Pelos anos seguintes serviu na Frota do Atlântico e Frota Doméstica. A Primeira Guerra Mundial começou em 1914 e o navio inicialmente patrulhou o Canal da Mancha e escoltou comboios de tropas para a Bélgica. Foi transferido em 1915 para o Mar Mediterrâneo a fim de dar apoio para a Campanha de Galípoli e depois para o bloqueio do Mar Adriático. Voltou para casa no início de 1917 e colocado na reserva, sendo usado como alojamento flutuante até ser tirado de serviço em 1919, sendo desmontado.